# مایکل پارکینسون
مایکل پارکینسون (انگلیسی: Michael Parkinson؛ زادهٔ ۲۸ مارس ۱۹۳۵ – درگذشتهٔ ۱۶ اوت ۲۰۲۳) مجری، پدیدآور و خبرنگار اهل بریتانیا بود. وی از سال ۱۹۵۱ تا ۲۰۲۳ میلادی مشغول فعالیت بود.
از فیلم‌هایی که وی در آن نقش داشته‌است، می‌توان به در واقع عشق اشاره کرد.